# Список умерших в 789 году

## Ноябрь
- 20 ноября — Аль-Хайзуран бинт Ата, жена халифа аль-Махди из династии Аббасидов, мать халифов аль-Хади и Харуна ар-Рашида.
- 21 ноября — Виллегад, святой католической церкви, а также православной церкви РПЦ МП (местнопочитаемый святой Берлинской и Германской епархии).

## Дата смерти неизвестна или требует уточнения
- Дуньмага, каган уйгурского каганата (780—789).
- Маурегато, король Астурии (783—789).
- Тилберт Хексемский, епископ Хексема (781—789), святой Католической церкви.
- Фиахна мак Аэдо Ройн, король Дал Фиатах и король Ульстера (750—789).
- Химено Сильный, правитель владения, располагавшегося на территории современной Наварры.